# 仮面ライダークウガ (漫画)
『仮面ライダークウガ』（かめんライダークウガ）は、脚本：井上敏樹、作画：横島一、企画：白倉伸一郎による日本の漫画。『月刊ヒーローズ』2014年12月号から2020年12月号（休刊号）まで連載された。ヒーローズ社のウェブサイト『コミプレ』で第1話からの各話が単話配信されており（一部のみ無料）、『月刊ヒーローズ』連載分の続きも連載されている。

## 概要
特撮テレビドラマ『仮面ライダークウガ』（2000年 - 2001年放送）を、ストーリーや設定を独自に再構築し漫画化した作品。テレビ版では別の世界、別の時間軸の物語だった次作『仮面ライダーアギト』が同一の世界で同一の時間軸に統合されているのが特徴である。また、テレビ版では警察をはじめとする人間社会はあくまで未知の脅威として未確認生命体（グロンギ）に対応しているが、本作品ではアギト誕生の企てが刑務所の中で密かに行われ、またそれを知らないながらも現場の刑事である一条が警察上層部の動きに疑念を抱いている。テレビ版と比較して、脚本を担当している井上敏樹の作風が色濃く反映されている（井上敏樹#作風を参照）。
井上と白倉伸一郎は共に、平成仮面ライダーシリーズの多くの作品に関わってきた脚本家およびプロデューサーである。両者とも『クウガ』も手がけていたが補佐としての途中参加で、一方『アギト』には企画からメインで関わっていた。

## 登場人物

### クウガの変身者
五代 雄介（ごだい ゆうすけ）
本作品の主人公。外見は金髪・刈り上げと非常に派手になっているが、原作と同様の能天気かつ飄々とした性格。その能天気ぶりは自身とタイプの違う駿河のペースを乱すほど。ただ暴力を極端に嫌うという描写はなく、グロンギの起こすゲゲルに怒りに駆られ、感情任せに突っ走る一面もある。
テレビ版における代名詞であるサムズアップは印象的に用いられる場面こそ少ないが、しばしば行っている。また、初登場時には「2015の技を持つ男」を自称している（本作は時代説定が2015年である）が、技のレパートリーについては掘り下げられていない。
テレビ版における同人物については仮面ライダークウガ#主人公と彼に関わる一般人を参照。
先代クウガ
テレビ版では、遺跡からの発見当時すでにミイラとなっていてグロンギ解放時に死亡し、そのまま五代雄介にベルトが渡ったため、変身して戦うことはなかった。これに対し本作品では、ミイラ状態のままクウガに変身し、九郎ヶ岳から抜け出したズ・グムン・バをグローイングフォームで倒している。その影響でエネルギーを使い果たし、雄介にベルトを継承させた末に死亡する。

### アギトの変身者
津上 雪菜（つがみ ゆきな）
25歳。一条の妹を含めた7人の女性を誘拐してそのうちの6人を殺害した犯人として逮捕・収監されているが、犯行時の記憶がなく、無罪を主張している。目覚めたばかりで衰弱していたラ・バルバ・デに操られ、7人の女性を誘拐したというのが事の真相であった。この事件は彼女の意思によるものではなかったが、恨みが高じて、脱獄後にバルバに似た女性と遭遇した際に殺害を行っている。
事件以後もバルバの支配下にあり、「霊石」によってアギトに変身させられクウガを襲う。その後バルバに操られたまま刑務所に行かされ、そこで会ったドルドが生み出した新たなアギトの攻撃を受け瀕死の重傷を負い、弟の腕の中で息絶える。彼女は完全な適合者でなく仮のアギトであったため、その死と同時に「霊石」は弟である翔一に受け継がれた。なお、遺体は駿河によって火葬されている。
テレビ版『アギト』における同人物については仮面ライダーアギト#沢木哲也の関係者を参照。
津上 翔一（つがみ しょういち）
津上雪菜の弟。姉の事件の前までは会社員だったが、事件後は会社を辞め、家も何度も引っ越した末に現在の勤め先であるパン屋の店長に出会う。その後は店長のようなパン職人になることを目標とし、姉のことで世間からの風当たりが強い中、明るく人に優しく生きている。しかし劇中の様々な出来事で精神的に追い詰められていき、思い込みが激しく無思慮な行動に走る不安定な一面が強く出るようになる。
兄がクウガであることに悩むみのりを助け、彼女の相談相手となる。それが縁で五代とも知り合い、意気投合する。
姉の死と同時に、彼女から「霊石」を受け継いでアギトとなる。姉の死と自身の変化に絶望して自殺を図ろうとするが、現場に駆けつけた駿河によって救われる。その後もアギトになったことに一人苦悩し続ける。
人間を襲う「失敗作」のアギトに遭遇した際、心ならずも自らもアギトに変身して倒すが、その直後に現れて翔一のアギトと「失敗作」を混同したクウガと小競り合いになる。しかし翔一も五代も、長らく互いの正体は知らないままに過ごしていた。
荒事慣れしていないのもあって戦闘センスには難があり、クウガと共闘した際には戦い慣れた五代に足手まといと判断されるほどだが、相手に強い敵意を抱き迷いがない時には見違えるほどの能力を発揮する。
テレビ版『アギト』における同人物については仮面ライダーアギト#津上 翔一を参照。
土倉 さやか・はるか（つちくら さやか・はるか） / 高野 玲子（たかの れいこ）
本作品オリジナルキャラクター。高野玲子が元の名前で、地下アイドルをしていたが、他のメンバー6人を殺害して逮捕され、二重人格を理由に責任能力なしを訴えるが服役、そしてアギトを生み出す実験台の一人となった。黒髪のストレートロング。
土倉さやかとして姿と名前を変え（整形し、基本的にツインテールにしており、髪色も異なる）、再び地下アイドルとして活動しており、翔一が不在のうちにパン屋にアルバイトとして入っていた。語尾に「☆」がついたり、「出会えタコライス」など語尾の最後の1文字に別の単語をくっつける喋り方をよくする。出会った翔一と交流を持ち、互いに惹かれ合う。
粗野な「はるか」との二重人格で、記憶は共有できない。はるかは五代と出会い、クウガであることも含めて五代に惚れ込み、体の関係を迫るなど強烈にアタックを仕掛ける。口は悪く人間関係にも不慣れだが、決して悪い人物ではない。はるかになるとツインテールをほどくことが多く、またこの間は黒髪として描写される。
幼少期に母親から虐待を受け、極限まで追い詰められたことではるかの人格が生まれ、母親を殺害している。しかしはるかが殺人をしたのはこれが最初で最後であり、メンバー殺害などその他の殺人は全てさやかによる犯行。さやかは「大切なものを奪う邪魔者は殺せばいい」という考えが身についてしまっている。翔一に依存するあまり、翔一が大切だと言ったパン屋の店長を殺害しようとし、それを止めた翔一を逆恨みして拘束、殺す前提でいたぶり始める。しかし「次は五代を殺す」と言ったのが決め手になって翔一が変身して反撃し、致命傷を負う。自分の過ちを悟ったさやかは翔一に別れを告げてはるかに切り替わり、戦闘中だった五代のもとに向かって身を挺して助けてから別れを告げ、息絶える。
さやか・はるかのアギトは女性的なフォルムをしており、ツノがハート型のような形状になっている。どちらの人格でも同様に能力を発揮できるが、さやかは突き技、はるかは関節技を多用している。
都沢 聖子
本作品オリジナルキャラクター。元々の菊の栽培家であったが、心臓病を患っていた弟を執刀医含む医療側のミスで亡くし、執刀医含む医療関係者全員の心臓をえぐり出し菊の花を替わりに詰めて殺害し、その心臓を弟の墓前に捧げたことで、死刑判決を受ける。「菊花の魔女」の通り名を持つ。
その他のアギト
「霊石」の力でアギトを生み出す企ては、上記の他にも数多くの囚人を使って行われ、何人ものアギトが生まれている。中には「失敗作」として不完全体のまま放棄された者もいる。サイコキラーで死刑囚の片桐章馬など、完全体のアギト変身に成功した者たちの集団は、ドルドに従い、ガギション・ゲゲルと称するグロンギ狩りを始める。
ドルドは翔一にも誘いをかけるが、翔一は彼らを姉の仇として拒絶する。

### 未確認生命体対策本部
一条 薫（いちじょう かおる）
テレビ版では長野県警所属であったが、本作品では警視庁所属。第1話冒頭にて、全国警察剣道選手権大会で杉田を破り優勝している。「正眼の構え」が本作品の彼の代名詞であり、雄介に精神を整えて集中させる手段として教える。クレープが好物。過去に津上雪菜が起こした事件が原因で精神を病んだ妹・香里奈がいる。
テレビ版における同人物については仮面ライダークウガ#一条 薫を参照。
松倉 貞雄（まつくら さだお）
テレビ版における同人物については仮面ライダークウガ#松倉 貞雄を参照。
杉田 守道（すぎた もりみち）
テレビ版では雄介がクウガであることを知るのは作中後半だったが、本作品ではその最初の変身を一条と一緒に目撃する。また、テレビ版では雄介を「五代くん」と呼んでいるが、本作品では呼び捨てにしている。
雄介を警戒する反面、人柄には好感を持っている。一条とは昔からの付き合いで、妹のことや駿河との因縁といった事情に詳しい。頭の生え際が後退していることを気にしており、杉田の前で「髪」というキーワードは禁句で、それを口にするとたちまち怒り出す。
テレビ版における同人物については仮面ライダークウガ#杉田 守道を参照。
笹山 望見（ささやま のぞみ）
テレビ版の初期に見られたミーハーな性格が強調されている。
テレビ版における同人物については仮面ライダークウガ#笹山 望見を参照。
駿河 徹也（するが てつや）
本作品オリジナルキャラクター。神に愛されたと称されるほどの強運を持ち、火器から白兵武器まで完璧に使いこなし、一条の得意とする剣道でも負けたことがないなど常人離れした戦闘能力を持つ。享楽的な人物で、警察を離れてからは傭兵として世界中の紛争地域を渡り歩いていたが、未確認生命体との戦いを求めて復帰した。
一条とはかつてコンビを組んでいたが決定的に反りが合わず、加えて一条の妹が誘拐された際に駿河の行動が遠因で妹の発見が遅れて結果的に後遺症を負ってしまっており、敵視されている。駿河の側は意に介してはおらず、一条をしきりに挑発する。
翔一が雪菜の死と同時に「霊石」を受け継いでアギトに変身する場面を目撃し、翔一を利用しようと目論み、秘密裏に活動している。
ゴ・ガメゴ・レとの交戦で負傷した際に翔一の独断で輸血され、翔一の血が体内に流れた状態になっているが、特に何らかの変化はない。

### 未確認生命体対策本部の協力者
沢渡 桜子（さわたり さくらこ）
長い黒髪をした女性となっている。
本人も知らないことだが実は「次代のバルバ」であり、現在のバルバが精気を消耗して倒れた際にその復活の儀式のために一度拉致されるが、直接的な身の危険を伴うものではなく無事に帰される。
テレビ版における同人物については仮面ライダークウガ#沢渡 桜子を参照。
椿 秀一（つばき しゅういち）
眼鏡を掛けている以外は特に変更点は無い。テレビ版同様に桜子に興味を持っており、彼女にアプローチをかけている。
テレビ版における同人物については仮面ライダークウガ#椿 秀一を参照。
榎田 ひかり（えのきだ ひかり）
テレビ版よりも派手な容姿とエキセントリックな性格をした女性になっている。クウガの戦闘データをもとに独自の戦闘服を作り出そうとしており、後述の監視委員会の一件を経て結実することになる。
テレビ版における同人物については仮面ライダークウガ#榎田 ひかりを参照。
新谷 ケイ（しんたに ケイ）
駿河と共に警察に復帰した妖艶な女性。駿河に協力的。薬物の研究を本分としている。
物語の中であまり目立った行動は見せなかったが、対策本部に送り込まれた監視者であり、「未確認生命体対策本部監視委員会」の一員として五代や一条を拘束、対策本部を事実上乗っ取る。
椿や榎田と協力して五代＝クウガの研究を進めるが、五代の身の安全を前提に協力している彼らと異なり、五代を未確認生命体とみなし、解剖して研究を進展させようとする。そんな中で発生した、暴走したガリマの殺戮をとりあえず五代の凶行ということにしてスムーズに計画を進めようとするが、ガリマの対処を優先するため監禁に留める。その後、ガリマと交戦するも手も足も出ず、最期は他の被害者同様に首を切断され絶命する。

### その他
五代 みのり（ごだい みのり）
五代雄介の妹。本作品では東京在住の保育士でなく、北海道の伯父が経営する牧場で働いている。翔一と五代が知り合うきっかけを作る。
テレビ版における同人物については仮面ライダークウガ#五代 みのりを参照。
一条 香里奈（いちじょう かりな）
本作品オリジナルキャラクター。一条薫の妹。津上雪菜に誘拐された事件の後遺症で幼児退行している。
後に一条と共にバルバと再会、バルバが先代バルバの一件を解決してけじめとして香里奈らから奪った生気を全て返したことで回復した。
本田 絵美（ほんだ えみ）
本作品オリジナルキャラクター。翔一が姉の死とアギト変身のことで一人苦悩して一時パン屋に出なくなっている間に、新たにアルバイトに入った女。
翔一と親しくなり、肉体関係も持つが、実は翔一が彼女を支えにするよう駿河によって宛てがわれた存在。窃盗や詐欺・売春の常習犯であり、駿河にそれを揉み消すのと引き換えに渋々従わされている。翔一がアギトに変身するのを見て、恐怖に駆られて一度は逃げ出すものの、駿河に命じられて翔一の許に戻る。しかし、翔一が絵美の正体を知ったことで、関係は破綻する。

## グロンギ

### ラ集団
ラ・バルバ・デ
グロンギを復活させたバラ種怪人。人間体は銀髪の妖艶な女性。
自身の肉体の一部である荊を脳に埋め込むことで人間を操る能力を持っており、これを雪菜に使用している。
メ・ビラン・ギがゲゲルの掟を破って無差別殺戮を行った際に、捜査を警察に委ねるため一条に協力を要請するなど人間社会の理解がとても深い。一条を「闘うリント」と呼んで買っている。
実は一条の妹・香里奈を始めとした7人の女性を、雪菜を操って誘拐し、うち6人の精を食らって殺害し、生き残った香里奈の心を壊した真犯人。雪菜から「私から全てを奪い去った」と憎悪されている。彼女と再会した際、テレビ版では見せなかった邪悪な姿を現している。
本作におけるバルバは襲名制で、リントとして生まれる特殊な生態を持つ。沖縄にあるグロンギの遺跡に眠っている「先代のバルバ」、ベルセス・バルバが一族のルールに反して復活するのを防ぐため、警察から「休養」を命じられて偶然香里奈と共に旅行に来ていた一条と協力。決着をつけた際に一条に真実を明らかにし、そこで（香里奈が回復したとはいえ）一条からは刃を向けられるが、その場では何も起こらず去り、元通りに活動を再開。しかしこの一連の出来事で精気を消耗したため、突然眠りについてしまい、一時ゲゲルが中断した。
テレビ版における同人物については仮面ライダークウガ#ラ・バルバ・デを参照。

### ズ集団
ズ・グムン・バ
クモ種怪人。人間体はロングコートを纏う男性で、怪人体は手足の長い蜘蛛に近い姿をしている。
列車内で乗客を、地下駐車場でその場にいた人間および連続殺人犯・原田明を糸で動きを封じ込め、蜘蛛の何十万倍もの猛毒で殺す大量殺人を行った。原田を追ってきた一条に襲いかかるが、突然現れた白いクウガの跳び蹴りで倒される。
ズ・ゴオマ・グ
コウモリ種怪人。人間体は神父になった真鍋教授の擬態。
自身に課したゲゲルは「2日で女を20人」。殺し方は「ターゲットの首筋に牙を立て、血を吸う」。血を吸われた女性はゾンビとなり、ゴオマの意のままに操られる。また、日光を浴びると灰になって死亡してしまう。
しかし、このゲゲルは彼が勝手に行ったことで、その後バルバの制裁を受け、以後ゲゲルの参加を認められず彼女の下僕になる。マゾヒストであり、バルバに制裁を下されることに喜びを感じている。
ガリマがゲゲルを拒み逃走すると、追っ手として襲いかかるも人間態のままあしらわれ、始末しそこねる。バルバから力の一片をもらいパワーアップするも、怪人態となったガリマに首を切断されてバラバラにされたが、それでも死亡せず、切断された部分を継ぎ接ぎした状態で復活している。
テレビ版における同人物については仮面ライダークウガ#ズ・ゴオマ・グを参照。
ズ・バヅー・バ
バッタ種怪人。人間体は後方に逆立った髪型を持ち、黒いインナーシャツの上にジャケットを着用してマフラーを着けた男性（テレビ版のゴ・バダー・バの人間体に似る）。
課されたゲゲルは「8時間で20人」。殺し方は「ターゲットを高所に連れていき、そこから突き落とす」。のちには「信頼し合う者たちを高所に連れてゆき、生き残った方を助ける条件で殺し合いを命じる」（ただし、実際に条件を守る気はない模様）。長く伸びた脚から放つ強力なジャンプ力が最大の武器で、人間体時でも突っ込んできた乗用車のボンネットを叩き潰し停止させるほどのパンチ力を持つ。
五代の目の前で次々と人間を殺害して五代を激怒させる。驚異的なジャンプ力で白いクウガを追い詰めるが、赤の力に目覚めたクウガのキックを胸に受け爆死する。
ズ・メビオ・ダ
ヒョウ種怪人。人間体は皮のベストにホットパンツを身につけた暗い印象の少女で、足は靴などを履かず裸足でいる。
課されたゲゲルは「2日で30人」。殺し方は「高速道路でターゲットの乗っている車に衝撃を与えて玉突き事故を起こし殺す」。
ゲゲルの最中にクウガと接触し、スクランブル交差点で戦うことになるが、駿河の撃った弾が右目に命中し、河川敷に逃走。そこを五代に見つかり、ちょうどそこに住んでいたホームレスに五代ごと拾われ、「未確認とも分かり合えるのではないか」という五代の考えのもとホームレスと交流する。リントの娯楽に強く興味を持つ一面があり、そこから一時は打ち解けたように見えたがグロンギとしての思考に何ら影響はなく、ホームレスを全員殺してゲゲルを再開し、高速道路で再びクウガと対決する。自慢の速さでクウガを圧倒したが、一条からバイク・トライチェイサーを託されたクウガに追いつかれ、攻撃を受け気絶し、トラックの上に落下してどこかへ運ばれていった。
最期は公園で目覚め、そこで子供たちが遊んでいた紙飛行機に見惚れているうちにゲゲルの期限が来てしまい、ベルトが爆発して死亡。これがテレビ版を含めて、時間内にゲゲルを達成できなかったグロンギの末路を表した初の例である。
ズ・ザイン・ダ
サイ種怪人。ゲゲルの権利がメ集団に移ってから登場し、自身がゲゲルを行えないことに怒り、トラックを襲撃する。
バルバにズ集団がゲゲルを行えなくなったことを伝えられ、憤慨してバルバを襲おうとするが、バルバを護衛していたガルメに粛清される。
テレビ版における同人物については仮面ライダークウガ#ズ・ザイン・ダを参照。

### メ集団
メ・バヂス・バ
ハチ種怪人。人間体は白いベルトを着け、丸サングラスを着けた長身の男性。
課されたゲゲルは「青葉高校の生徒を6日で50人」。殺し方は「ターゲットの脳内に極小の針を打ち込み、一定時間後、鉤針状に変形させて殺す」（テレビ版におけるゴ・ジャラジ・ダのゲゲルに似る）。
青葉高校のいじめられっ子・春日久雄をいじめていた生徒を次々に殺していき、久雄が「死ね」と念じたから死んでいったと思わせ、さらには久雄の前に現れて彼に怯える演技を行い、どんどん増長させていく。
しかし、周囲の人間に怯えられると同時に、自身も「能力」に怯えるようになった久雄に飽き、最後のターゲットとして殺そうとしたところ、クウガが到着、戦闘となる。初めは空を飛びながら遠距離攻撃を仕掛け善戦するも、緑の力に目覚めたクウガのボウガンで腹部を貫かれ、爆死する。
メ・ガルメ・レ
カメレオン種怪人。人間体は肩出し服を着て、大量のアクセサリーをつけた白髪の青年。
人を馬鹿にしたような態度を取ることが多い。リントの言葉を猛勉強したため語彙が豊富であり、それを試すために口喧嘩を文化と称して愛用している。特に罵詈雑言といった悪口に関する知識は非常に長けており、その時代のニーズに合わせたものまで何でも知っている。
課されたゲゲルは「3日で120人」。ゲゲルのルールは「口喧嘩で互いに罵倒しあい、自身が勝てば殺す」。殺し方は「長い舌で人間の脳天を突き刺すか絞め殺す」。
バルバに攻撃を加えようとしたザインを粛清した後、ゲゲルを実行。五代に口喧嘩を仕掛けるが、割り込んできたみのりが言った「サノバビッチ」という言葉がわからなかったため悩み込んで中断し、結局「口喧嘩の邪魔をした」と逆上してみのりを殺そうとするも、特殊照明弾を打ち込まれて透明化を邪魔され、逃げようとしたところに緑のクウガのボウガンを受けて「サノバビッチ」と断末魔をあげ、粉々に吹き飛ぶ。
テレビ版における同人物については仮面ライダークウガ#メ・ガルメ・レを参照。
メ・ガドラ・ダ
トラ種怪人。人間体は隻眼で、全身が傷で覆われた筋骨隆々とした体躯の壮年男性。
頑固で誇り高い性格の戦士であり、「弱者であるリントを殺しても強さの証明にならない」という気持ちからゲゲルを拒んでいる。グロンギがリントを標的とした殺人ゲームの前に行っていた、グロンギ同士が戦う「最初のゲゲル」を望んでいる。また、「傷の数だけ強くなる」という信条を持ち、傷を負っても回復してさらに強くなる。
バルバからゲゲルの掟を破ったメ・ビラン・ギの処刑を依頼され受諾。勝手な殺戮を行うビランを制裁するも、土下座に見せかけた騙し討ちを受け、取り逃がしてしまう。その騒動の中でビランに主人を殺害された1匹の犬と出会ったことから奇縁が生まれ、その犬と共に旅をするようになる。
その後、津上翔一を襲撃したビランを発見し処刑するも、通りかかった雪菜に「翔一を襲う悪の怪人」と誤認され、彼女の変身したアギトのキックを受けてしまう。最後に「友」となった犬に別れの言葉を告げ、静かに目を閉じ爆死する。
生きることに対して彼なりの信念を持った、テレビ版では最後まで登場しなかった良識的な一面を持ったグロンギの一人である。
メ・ビラン・ギ
ピラニア種怪人。テレビ版とは違い、掟に反して勝手にゲゲルを行う。土下座して謝るふりをして、後ろから襲いかかるなど下劣な手段が得意。
バルバから依頼されたガドラと戦闘になるが、一瞬の隙を突いて逃走する。ほとぼりが覚めたのちに、一条たちが仕掛けた偽の血液に釣られ、一条たちを襲撃。そこでも逃走すると、逃げた先にいた津上翔一を川岸から襲おうとする。しかしそこにガドラが現れ、彼のパンチを喰らい爆死する。
メ・ギノガ・デ
キノコ種怪人。人間体は長髪のシンガーソングライターで、「ノア」と名乗る。
殺害方法は、テレビ版と同じく口移しで胞子を注入して殺害するというものだが、ターゲットは自身の歌声に魅せられたファン。シンガーソングライターとしての能力は本物のようでファンを心酔させており、狂気的な行動に走らせている。
テレビ版と同じく、毒の胞子でクウガを瀕死まで追い込むが、復活した赤のクウガのキックを喰らい爆死する。また一条にも毒で致命傷を負わせたが、ビランの件で協力した恩返しとしてバルバに救われている。
テレビ版における同人物については仮面ライダークウガ#メ・ギノガ・デを参照。
メ・ギイガ・ギ
イカ種怪人。人間体は地味な感じの男であり、ピエロから服を奪って大道芸人として活動する。地道に修練を積んだ結果、芸の腕前は最終的には大勢の観客から拍手喝采を受けるほどに上達していった。
殺害方法は「自身の大道芸に対してお金を払わなかった人間に墨のボムを付着させて爆発させる」。怪人体はテレビ版の姿に、さらに嘴といったイカの意匠が追加されており、柔らかい体に加え体表の粘液により防御力が増している。爆発墨や、その生成による体温の上昇といった特徴はテレビ版と同じ。
ゲリザキバス・ゲゲルが迫る中、たびたびメ・ギャリド・ギの妨害を受ける。その結果テレビ版同様の要因から過熱状態になってしまうが、死ぬ寸前に全てのエネルギーを解放する暴走状態に変容し、本能のまま暴れまくる。メ・ギャリド・ギを退かせるが今度はクウガと交戦。全身にヒビが入り、そこから放つ高熱によって赤のクウガを苦戦させるも、最期は新たに得た力である紫のクウガによって頭から一刀両断にされ、爆発する。
メ・ギャリド・ギ
ヤドカリ種怪人。人間体はパンク風の男。ゴ集団の昇格を狙う野心家。
自分より先にゲゲルを行うギイガを気に入らず、たびたび妨害を仕掛ける。ゲリザギバス・ゲゲルが近づいていることを知ると、ギイガを過熱状態にさせて自滅させようとしたが、ギイガが暴走したため逃走。そこで会った一条に襲いかかるが、ゲゲル以外の殺人は禁じられているため、彼を半殺しにして逃走しようとする。しかし、背を見せた隙を突かれて神経断裂弾を撃ち込まれて爆死する。
メ・ガリマ・バ
カマキリ種怪人。人間体はチャイナ風の衣装を着た女。薄緑の髪でシニヨンから左右に長い二房の髪が下りており、カマキリの目と脚のようになっている。
テレビ版と違い、自然と平和を愛する博愛主義者であり、ゲゲルを行うことを拒否している。かつての戦いで重傷を負って地中で眠りについた後、その地上でリントの子供たちが植えた木の根に触れ、その木が素晴らしい花を咲かせたことにより心を洗われ、自然や人間（リント）に対し敵意を抱かなくなり、逆にグロンギの習性に疑問を持つようになった。
ギイガたちが倒され、自身にゲゲルの順番が回ってくるが、バルバに仕掛ける前に拒絶して逃走し、以後命を狙われ、また五代と知り合って（当初はクウガとは知らずに）親しくなり、互いに恋愛感情まで抱くようになっていく。五代に自分の名前を決めさせようとして、列挙された中から「幸子」という名前を選び、以降は主に「サチさん」と呼ばれる。
ゲリザキバス・ゲゲルでは、リント27人分にカウントする「特別点」としてターゲットに加えられる。ゴ・バダー・バのゲゲルでは生き延びるが、五代に迷惑をかけまいと別れる。しかしその直後、彼女が「未確認」だということを知っており、さらに絵美の素性を知った矢先で精神状態が悪化しており「きっと五代を裏切って傷つける」と思い込んだ翔一と遭遇し、命を落とす。
頭部を失い、放置されていた胴体はその後警察に回収されるが、ちょうど警察の監視下に置かれた五代の霊石に反応して首が無いまま蘇生。自分の首を探して本能のまま手当たり次第に人の首を切断、殺害し始める。五代にも襲いかかり、五代はクウガとして倒そうとするも攻撃できず一方的に嬲られるが、理性が残っていたのか殺傷力を抑えられており、五代の「サチさんになら殺されてもいい」という言葉を聴いて自害する。
実は翔一の襲撃の際、五代を守ろうとする意思は本物であること、グロンギを裏切った自分はもう長く生きられないであろうこと、多少ながら交流のあった翔一が殺人の罪には耐えかねるであろうといった考えから、自ら首をはねて自害していた。後に幻影として現れてその経緯を五代に伝えたことで、さやか・はるかの件とこの件が合わさって一度は生じた五代と翔一の対立が深刻化するのは免れられた。
テレビ版における同人物については仮面ライダークウガ#メ・ガリマ・バを参照。

### ゴ集団
ゴ・バダー・バ
バッタ種怪人。人間体は右頬にタトゥーを入れ、後方に逆立った髪型、裸の上にジャンパーとマフラーを直にまとった姿の男性（テレビ版のズ・バヅー・バの人間体に似る）。
ゲリザキバス・ゲゲルで自ら課したのは「途中でバイクから降りることなく3日で99人」。バギブソンと呼ぶバイクを駆り、テレビ版のガリマが武器として用いてたものに似た双刃の大鎌で殺戮を行う。
警察や五代、ガリマの前で怪人体へ変身する際、テレビ版と同様に、仮面ライダー風の変身ポーズをとっているが、テレビ版と違って仮面ライダー1号の変身ポーズそのものになっている。端数となる人数を殺した後、五代とガリマを殺して得られる特別点をもってゲゲルを成功させようとするが、2人の共闘によって撃破された。
テレビ版における同人物については仮面ライダークウガ#ゴ集団を参照。
ゴ・ガメゴ・レ
カメ種怪人。人間体は強靭な印象を与える点を除けばテレビ版同様、パナマ帽を被ったギャンブラー風の男。リントに時折現れる「英雄」の存在を敬っている。
ゲリザキバス・ゲゲルのルールは「カジノのポーカーで得た最高額チップの数だけ『鉄球』を使用する」。
片桐章馬のアギトやクウガと交戦するも圧倒するが、クウガの成長で戦いが面白くなることに期待して退却。駿河に人間体をマークされており、課しているルールにも薄々勘付いたことでカジノで遭遇しポーカー勝負を仕掛けられ、そこに片桐も現れ、それぞれの行動を賭けた三つ巴の勝負（＋同行した翔一も参加）になり、駿河に持ち前の強運とセンスで大勝されたためゲゲルの中断を余儀なくされる。その後約束を一切守る気がない片桐と遭遇、軽蔑しながら交戦し、ゲゲルの中断中という名目を保ったまま瀕死に追いやる。
ゲゲルの邪魔者となる駿河を逆に尾行し襲撃。駿河が持ちかけた「決闘」に乗り、投石と神経断裂弾での射撃戦を行う。結果は痛み分けとなるが、受けた神経断裂弾をすかさず摘出して致命傷を回避して優位に立つも、リントの身で自分と渡り合う駿河のことを「英雄」たりうる存在として敬意を払い、それ以上の攻撃はせず警告に留める。
その後、成長を期待した目論見通り、サチの死がきっかけとなってライジングフォームに目覚めたクウガのキックに真っ向から打ち破られ、敗北する。
テレビ版における同人物については仮面ライダークウガ#ゴ集団を参照。
ゴ・ジイノ・ダ
イノシシ種怪人。人間体はコンビニで働く寡黙で冴えない壮年男性。
ゲリザキバス・ゲゲルの直前にコンビニのトイレに遺棄された赤ん坊を拾い、「アカ」と名付ける（なお、本名は「健人」）。その状況で課したルールは「アカを連れて守りながらゲゲルを進め、かつアカが泣いている間だけ殺戮を行い、4日で400人」。
神経断裂弾の短所を受けて開発された警察謹製の新兵器である日本刀を手にした駿河と対峙するが、刺叉で受けて容易くへし折る。その間にアカが泣き止んだため撤退し、その先でライブ帰りのさやかと遭遇。アカを泣かせてしまったため攻撃するが、はるかのアギトと交戦することとなり、優勢に進めるがアカがひきつけを起こしたことに気がついて退却。何事かはわからないが病気であると判断して病院を探して奔走した。
その後も順調にゲゲルを進めていき、アカの殺害も厭わなかった警察の再度の作戦、また怒りに燃える翔一と交戦する。駿河が持ち込んだ名刀「雷切」を渡された一条の斬撃で片手を失うが、それ以外は終始優勢のまま退却。残り3分で残り1人にまで迫ったところで、警察が見つけ出して連れてきていたアカの母親と遭遇。「アカを捨てた女」として軽蔑し最後の1人として殺害しようとするが、母親を見つけたアカが笑い始めてしまう。アカがあくまで母を求めることを認め、危険を顧みずに向かってきた母親に敬意を示しつつアカを渡し、ルールに従って最後の1人を殺すことなく時間切れで爆死した。
テレビ版における同人物については仮面ライダークウガ#ゴ・ジイノ・ダを参照。
ゴ・ブウロ・グ
フクロウ種怪人。人間体はギョロ目でワシ鼻の青年。
飛行能力に加え、グロンギの中でもトップクラスの再生能力を持ち、物理的な拘束力を伴う煙を操り、怪人体の時は羽根を弾丸のように飛ばす攻撃を行う（テレビ版と違って吹き矢は使用しない）。「スマートに行く」ことが信条。バルバが倒れたため沢渡を拉致し、バルバを復活させたことでゲゲルを開始。
ゲリザキバス・ゲゲルの条件は「対象となるリントに一定時間『武器を与えて無抵抗で攻撃させる』『10分間逃げさせる』など、状況や相手に合わせた勝負を持ちかけ、それに失敗したら殺す」かつ「1回ごとに円周率の位に合わせた人数（3・1・4・1・5…）ピッタリの集団のみを選んで殺す」。
G3と一体となり制御する感覚を掴んだ一条に押され、撤退しようとしたところで、少し前までしばらく旅をしていた最中に目覚めていた青いクウガ（ライジングドラゴン）に超変身した五代に空中で追いつかれ、再生速度を上回る攻撃で撃破される。しかしまだ息があり背後から攻撃を仕掛けようとするが、はるかによって防がれてそのまま爆散した。
テレビ版における同人物については仮面ライダークウガ#ゴ・ブウロ・グを参照。

### ン
ン・ダグバ・ゼバ
北海道の襟裳岬にて身元不明の人物として病院で保護された外見年齢は10代から20代くらいの青年で、どこか不気味な雰囲気の純粋さを漂わせている。他のグロンギ同様に十字状の瞳を持つ。
警視庁によれば指名手配犯「Q」に似ているとされるが、記憶喪失で要領を得なかった。しかし、海の景色を見て何か記憶を思い出したようであり、彼は自らをこう「ン・ダグバ・ゼバ」と名乗った。
のちに「瀬馬卓真」の名であらぶき学園で過ごすこととなり、園児たちと生活する中で人間の生活を学習していくが、まだ記憶喪失らしく、言葉を真似したり、犬の真似をしたりと野生児に近い印象を与える。
ある時、(そも金を払うという文化を知らないためか)万引きを行ってしまい、万引きを咎めたコンビニの店員の殺害を疑われてしまう。実はあらぶき学園の職員である正田の仕業であり、施設長を殺そうとした所を目撃してしまい彼に殺されそうになるが、発火能力が覚醒。正田を焼き殺し、施設に火災を発生させてしまった。その後は徐々に人間の社会に適応していくようになり、五代の叔母夫婦が北海道で経営する牧場でアルバイトを経験し、一条香里奈(一条薫の妹)の通う高校へ進学、現在住んでいる部屋も五代夫婦が借りたものである。
動物に好かれやすいという理由から進学後はペットショップのアルバイトを務めていたが､その容姿の良さや純粋な性格から香里奈を含めた周囲の女性たちを狂わせていく事になり、痴情のもつれから香里奈を殺そうとして返り討ちに遭ったペットショップ従業員の遺体処理を手伝うなど徐々に雲行きが怪しくなっていく…。

### 不明
ドルド
人間体はラ・ドルド・グに酷似している。
刑務所を掌握し、囚人に発掘させた「霊石」で、グロンギを倒せる唯一の存在であると語る「アギト」を誕生させようとする。
テレビ版における対応の人物については仮面ライダークウガ#ラ・ドルド・グを参照。
九窟（くぐつ）
刑務所の所長。ドルドの配下として常に付き従っている。

## 用語
リント
テレビ版では、古代および現代の人間を指す言葉だった。
グロンギ

本作品ではメ集団の段階で、テレビ版のゴ集団が行った「ゲリザギバス・ゲゲル」のような条件付きのゲゲルを行う。
クウガ
沢渡桜子の碑文解読によれば、グロンギの仲間でありながらリントの味方となった存在。そのためグロンギ語で話すシーンがある。
特徴・フォームといった部分は概ねテレビ版に準じる。
アギト
沢渡桜子の碑文解読によれば、リントがグロンギに対抗するために産み出した存在。
G3
クウガから得たデータによって開発された強化外骨格。初投入の時点でグロンギと十分渡り合えるスペックを発揮している。
駿河と一条の2人が装着者候補となり、駿河が優勢であったが、完璧に扱うには心を無にしてG3に身を委ねる（従う）必要があることが不服だとして一条に譲る形になっている。

## 書誌情報
- 石ノ森章太郎（原作）・井上敏樹（脚本）・横島一（作画）・白倉伸一郎（企画）『仮面ライダークウガ』ヒーローズ〈ヒーローズコミックス〉、既刊28巻（2025年8月16日現在）
  1. 2015年7月31日発行（2015年7月4日発売）、ISBN 978-4-86468-421-7
  2. 2015年11月30日発行（2015年11月5日発売）、ISBN 978-4-86468-438-5
  3. 2015年12月31日発行（2015年12月4日発売[7]）、ISBN 978-4-86468-442-2
  4. 2016年7月31日発行（2016年7月5日発売）、ISBN 978-4-86468-468-2
  5. 2016年12月31日発行（2016年12月5日発売[8]）、ISBN 978-4-86468-483-5
  6. 2017年1月31日発行（2016年12月29日発売[9]）、ISBN 978-4-86468-487-3
  7. 2017年8月31日発行（2017年8月5日発売）、ISBN 978-4-86468-511-5
  8. 2018年1月31日発行（2017年12月29日発売）、ISBN 978-4-86468-515-3
  9. 2018年6月30日発行（2018年6月5日発売）、ISBN 978-4-86468-575-7
  10. 2018年12月31日発行（2018年12月5日発売）、ISBN 978-4-86468-602-0
  11. 2019年5月31日発行（2019年5月2日発売）、ISBN 978-4-86468-640-2
  12. 2019年8月31日発行（2019年8月5日発売）、ISBN 978-4-86468-662-4
  13. 2020年1月31日発行（2020年1月10日発売）、ISBN 978-4-86468-690-7
  14. 2020年6月30日発行（2020年6月5日発売）、ISBN 978-4-86468-728-7
  15. 2020年11月30日発行（2020年11月5日発売）、ISBN 978-4-86468-761-4
  16. 2021年3月31日発行（2021年3月5日発売）、ISBN 978-4-86468-792-8
  17. 2021年7月31日発行（2021年7月5日発売）、ISBN 978-4-86468-817-8
  18. 2021年11月30日発行（2021年11月5日発売）、ISBN 978-4-86468-837-6
  19. 2022年4月30日発行（2022年3月29日発売）、ISBN 978-4-86468-876-5
  20. 2022年9月29日発売、ISBN 978-4-86468-126-1
  21. 2023年2月28日発売、ISBN 978-4-86468-155-1
  22. 2023年7月5日発売、ISBN 978-4-86468-184-1
  23. 2023年12月27日発売、ISBN 978-4-86468-218-3
  24. 2024年6月5日発売、ISBN 978-4-86468-258-9
  25. 2024年8月29日発売、ISBN 978-4-86468-285-5
  26. 2025年3月5日発売、ISBN 978-4-86805-050-6
  27. 2025年5月2日発売、ISBN 978-4-86805-071-1
  28. 2025年8月16日発売、ISBN 978-4-86805-090-2

## 他媒体展開
『劇場版 仮面ライダージオウ Over Quartzer』
『仮面ライダージオウ』の単独映画作品。2019年7月26日公開。本作品の仮面ライダークウガが最終決戦で大集合する平成仮面ライダーに混じって漫画本の中から飛び出し、モノクロのアニメーション合成で出現。画面に吹き出しでセリフが表示される。